# Aéroport international de Portland (Maine)
Ne pas confondre avec l'Aéroport international de Portland dans l'Oregon.
L’aéroport international de Portland (code IATA : PWM • code OACI : KPWM • code FAA : PWM) est situé près de Portland, dans l'État du Maine, aux États-Unis. L'aéroport est le plus actif de l’État, avec 1,6 million de passagers en 2007.
L'aéroport a été fondé dans les années 1920 par Dr Clifford Strange. Il utilisait l'aéroport pour son Curtiss JN-4 avion. En 1931, l'aéroport commençait son service commercial, avec la compagnie aérienne Boston-Maine Airways.
Le 11 septembre 2001, Mohammed Atta et son complice sont partis de l'aéroport de Portland avant leur attaque sur New York.

## Statistiques
Pour des raisons techniques, il est temporairement impossible d'afficher le graphique qui aurait dû être présenté ici.

Voir la requête brute et les sources sur Wikidata.

## Compagnies aériennes et destinations

### Passagers
| Compagnies         | Destinations                                                                                       | Refs  |
| ------------------ | -------------------------------------------------------------------------------------------------- | ----- |
| American Airlines  | Charlotte-Douglas En saison : Philadelphie                                                         | [ 1 ] |
| American Eagle     | Charlotte-Douglas, New York-LaGuardia , Philadelphie, Washington-Reagan En saison : Chicago-O'Hare | [ 1 ] |
| Delta Air Lines    | Atlanta H.-Jackson En saison : Détroit                                                             | [ 1 ] |
| Delta Connection   | Détroit, New York-John F. Kennedy, New York-LaGuardia                                              | [ 1 ] |
| Elite Airways      | Orlando-Melbourne, Sarasota-Bradenton                                                              | [ 1 ] |
| JetBlue Airways    | En saison : New York-John F. Kennedy                                                               | [ 1 ] |
| Southwest Airlines | Baltimore-T. Marshall En saison : Orlando                                                          | [ 1 ] |
| United Airlines    | Newark-Liberty En saison : Chicago-O'Hare                                                          | [ 1 ] |
| United Express     | Chicago-O'Hare, Newark-Liberty, Washington-Dulles                                                  | [ 1 ] |

Édité le 28/02/2018

### Cargo
| Compagnies                                | Destinations                                    |
| ----------------------------------------- | ----------------------------------------------- |
| FedEx Express                             | Burlington, Memphis                             |
| FedEx Feeder exploité par Wiggins Airways | Bangor, Hartford, Manchester (NH), Presque Isle |